# Hai-Tang. Der Weg zur Schande
Hai-Tang ist ein deutscher Spielfilm von Richard Eichberg aus dem Jahre 1930. Nach Schmutziges Geld (1928) und Großstadtschmetterling (1929) war es Eichbergs dritter Film mit der bedeutenden chinesisch-amerikanischen Schauspielerin Anna May Wong, und ihr erster gemeinsamer Tonfilm. Die Uraufführung fand am 26. Februar 1930 in Berlin im Capitol am Zoo statt.

## Handlung
Im vorrevolutionären Russland verliebt sich die junge chinesische Varietésängerin Hai-Tang in den schneidigen Offizier Boris. Diese Liebe wird jedoch kompliziert, als auch Boris’ Kommandant, ein Großherzog, ein Auge auf Hai-Tang wirft. Hai-Tangs Bruder Wang Hu versucht, die Annäherungsversuche des Großherzogs abzuwehren, und schießt dabei auf ihn. Wang Hu wird zum Tode verurteilt, kommt jedoch davon, als Hai-Tang erklärt, dass sie sich lieber gemeinsam mit ihrem Bruder des Landes verweisen lässt, als die Geliebte des Großherzogs zu werden. Damit verzichtet sie jedoch auch für immer auf ein Glück mit dem Geliebten.

## Sprachversionen
Wie viele andere Filme der frühen Tonfilmzeit wurde „Hai-Tang“ in mehreren Sprachversionen mit jeweils unterschiedlicher Besetzung gedreht. In allen drei Versionen erschien Anna May Wong, für die dies die erste Sprechrolle war, in der weiblichen Hauptrolle. Ley On spielte in allen Versionen Hai-Tangs Bruder Wang Hu.
In der englischen Version („The Flame of Love“) spielte John Longden den Leutnant Boris und Georg H. Schnell den Großherzog. Bei der Regie wurde Eichberg von Walter Summers unterstützt, der auch am englischsprachigen Drehbuch mitgeschrieben hatte.
Die männlichen Hauptdarsteller der französischen Version („Haï-Tang“) waren Robert Ancelin und Marcel Vibert. Eichbergs Ko-Regisseur war Jean Kemm, die französischen Dialoge stammten von Pierre Maudru.
Ausgewertet wurde die deutschsprachige Version u. a. von der amerikanischen Verleihfirma Capitol Film Exchange Inc.

## Filmmusik
Wie in der frühen Tonfilmzeit üblich, erhielt auch „Hai-Tang“ zwei Titelschlager, die Hans May komponierte. Die Liedtexte schrieb Fritz Rotter. Sie wurden, von prominenten Kapellen gespielt, auch auf Grammophonplatten verbreitet.
Hörbeispiele:
- Einmal kommt das Wunder der Liebe. Slow-Fox, Ben Berlin und sein Orchester, mit deutschem Refraingesang: L. Monosson. Grammophon B. 51 797, Video auf YouTube
- Russische Liebeslieder (Ohne Weib und ohne Wein kann kein Russe sein), Marek Weber und sein Orchester, Gesang: Franz Lederer. Electrola E.G.1798 (60-848), Video auf YouTube
- Ohne Weib und ohne Wein kann kein Russe sein. Foxtrot, Fred Jones und seine Jazz-Symphoniker mit Refraingesang. Electro Eltag 2356 (Matr. 5416), aufgen. Februar 1930, Video auf YouTube (hinter „Fred Jones“ verbarg sich Sam Baskini)